# Кубок Шотландії з футболу 1896—1897
Кубок Шотландії з футболу 1896–1897 — 24-й розіграш кубкового футбольного турніру у Шотландії. Титул вдруге здобув Рейнджерс.

## Перший раунд
| Команда 1                     | Рахунок | Команда 2          |
| ----------------------------- | ------- | ------------------ |
| 9 січня 1897                  |         |                    |
| Аберкорн (1)                  | 4:0     | Герлфорд (-)       |
| Артурлі (-)                   | 4:2     | Селтік (1)         |
| Блентайр (-)                  | 5:0     | Безгейт (-)        |
| Дамбартон (2)                 | 2:1     | Рейт Роверз (-)    |
| Данкраб Парк (-)              | 1:10    | Гіберніан (1)      |
| Данді (1)                     | 7:1     | Інвернесс Тісл (-) |
| Фолкерк (футбольний клуб) (-) | 2:0     | Оріон (-)          |
| Гарт оф Мідлотіан (1)         | 2:0     | Клайд (1)          |
| Літ Атлетік (2)               | 5:1     | Данблейн (-)       |
| Лочгеллі Юнайтед (-)          | 1:2     | Кінгз Парк (-)     |
| Мортон (2)                    | 3:1     | Сент-Джонстон (2)  |
| Мотервелл (2)                 | 3:3     | Кілмарнок (2)      |
| Партік Тісл (2)               | 2:4     | Рейнджерс (1)      |
| Сент-Бернардс (1)             | 2:1     | Квінз Парк (-)     |
| Сент-Міррен (1)               | 5:1     | Рентон (2)         |
| Терд Ланарк (1)               | 8:1     | Ньютон Стюарт (-)  |
| 16 січня 1897 (перегравання)  |         |                    |
| Кілмарнок (2)                 | 5:2     | Мотервелл (2)      |

## Другий раунд
| Команда 1                     | Рахунок | Команда 2                     |
| ----------------------------- | ------- | ----------------------------- |
| 23 січня 1897                 |         |                               |
| Аберкорн (1)                  | 4:1     | Блентайр (-)                  |
| Артурлі (-)                   | 0:2*    | Грінок Мортон (2)             |
| Данді (1)                     | 4:2*    | Кінгз Парк (-)                |
| Кілмарнок (2)                 | 3:1*    | Фолкерк (футбольний клуб) (-) |
| Рейнджерс (1)                 | 3:0     | Гіберніан (1)                 |
| Сент-Бернардс (1)             | 5:0     | Сент-Міррен (1)               |
| Терд Ланарк (1)               | 5:2     | Гарт оф Мідлотіан (1)         |
| 30 січня 1897 (перегравання)  |         |                               |
| Данді (1)                     | 5:0     | Кінгз Парк (-)                |
| 6 лютого 1897                 |         |                               |
| Дамбартон (2)                 | 4:4     | Літ Атлетік (2)               |
| 6 лютого 1897 (перегравання)  |         |                               |
| Літ Атлетік (2)               | 3:3     | Дамбартон (2)                 |
| Кілмарнок (2)                 | 7:3     | Фолкерк (футбольний клуб) (-) |
| 13 лютого 1897 (перегравання) |         |                               |
| Артурлі (-)                   | 1:5     | Мортон (2)                    |
| 20 лютого 1897 (перегравання) |         |                               |
| Дамбартон (2)                 | 3:2     | Літ Атлетік (2)               |

* - результат скасовано, було призначено повторний матч.

## Чвертьфінали
| Команда 1                     | Рахунок | Команда 2         |
| ----------------------------- | ------- | ----------------- |
| 13 лютого 1897                |         |                   |
| Данді (1)                     | 0:4     | Рейнджерс (1)     |
| Кілмарнок (2)                 | 3:1     | Терд Ланарк (1)   |
| 20 лютого 1897                |         |                   |
| Грінок Мортон (2)             | 2:2     | Аберкорн (1)      |
| 27 лютого 1897                |         |                   |
| Дамбартон (2)                 | 2:0     | Сент-Бернардс (1) |
| 27 лютого 1897 (перегравання) |         |                   |
| Аберкорн (1)                  | 2:3     | Мортон (2)        |

## Півфінали
| Команда 1       | Рахунок | Команда 2     |
| --------------- | ------- | ------------- |
| 13 березня 1897 |         |               |
| Дамбартон (2)   | 4:3     | Кілмарнок (2) |
| Мортон (2)      | 2:7     | Рейнджерс (1) |

## Фінал
| 20 березня 1897 15:00 (CET) |

| Рейнджерс (1)                                     | 5:1      | Дамбартон (2) |
| ------------------------------------------------- | -------- | ------------- |
| Міллер 42', 74' Гіслоп 55' Макферсон 69' Сміт 71' | Протокол | Томсон        |

| Гемпден-Парк, Глазго Глядачів: 14 000 |